# Over the Hills
Over the Hills è un cortometraggio muto del 1911 diretto da Joseph W. Smiley e George Loane Tucker, tratto da una poesia di Will Carleton. Il film, interpretato da King Baggot e Lucille Young, venne prodotto dall'Independent Moving Pictures Co. of America (IMP) e distribuito in sala il 30 novembre 1911.
Remake di Over the Hill to the Poorhouse (1908) diretto da Stanner E.V. Taylor, il soggetto fu ripreso nel 1920 da Harry F. Millarde con il titolo italiano Mamma (Over the Hill to the Poorhouse).

## Produzione
Il film venne prodotto dall'Independent Moving Pictures Co. of America (IMP).

## Distribuzione
Distribuito dalla Motion Picture Distributors and Sales Company, il film - un cortometraggio in una bobina - uscì nelle sale USA il 30 novembre 1911.